# ادبیات هیولایی

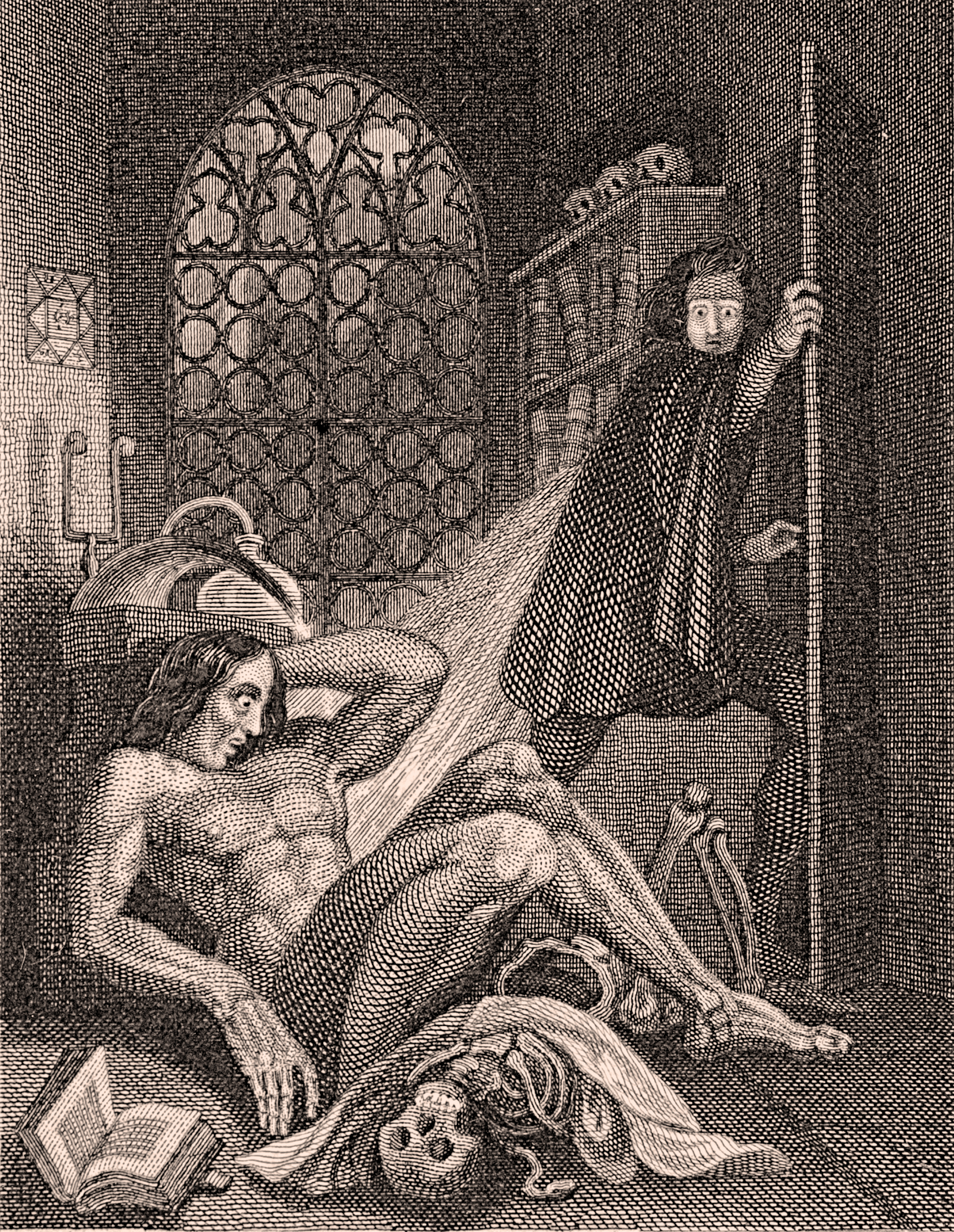
ویکتور فرانکنشتاین از آفرینش خود منزجر می‌شود. فرانکشتاین نمونه بارز ادبیات هیولایی است.

ادبیات هیولایی (انگلیسی: Monster literature) ژانری از ادبیات است که خیر و شر را با هم درمی‌آمیزد و قصد دارد با ارائه جنبه شیطانی در قالب یک هیولا، حس وحشت را در خوانندگان خود برانگیزد.
مضامین و مفاهیم ادبیات هیولایی ریشه در ادبیات گوتیک قرن ۱۸ دارد. اولین نمونه‌های ادبیات گوتیک را می‌توان در رمان قلعه اوترانتو (۱۷۶۴)، اثر نویسنده انگلیسی هوراس والپول جستجو کرد. ادبیات هیولایی در قرن ۱۹ با انتشار فرانکشتاین (۱۸۱۸)، نوشته مری شلی ظهور کرد. ادبیات گوتیک شامل عناصر وحشت و قربانی است که در برابر دشمن یا قربانی خود درمانده‌است. این قربانی معمولاً دارای نوعی قدرت یا مزیت فراطبیعی است و از آن برای ایجاد نزاع در زندگی استفاده می‌کند. در ادبیات هیولایی، قربانی در قالب هیولایی به تصویر کشیده می‌شود که قهرمانان داستان را عذاب می‌دهد. ادبیات هیولایی الهام‌گرفته از گوتیک، احساسات شدید غم و اندوه، ویرانی و انزوا را برمی‌انگیزد.